# Авај Туаре
Авај Туаре (фр. Availles-Thouarsais) насеље је и општина у западној Француској у региону Поату-Шарант, у департману Де Севр која припада префектури Партне.
По подацима из 2011. године у општини је живело 207 становника, а густина насељености је износила 19,08 становника/km². Општина се простире на површини од 10,85 km². Налази се на средњој надморској висини од 118 метара (максималној 124 m, а минималној 62 m).

## Демографија
| 1962. | 1968. | 1975. | 1982. | 1990. | 1999. | 2011. |
| ----- | ----- | ----- | ----- | ----- | ----- | ----- |
| 194   | 220   | 224   | 249   | 241   | 223   | 207   |

График промене броја становника у току последњих година